# Tom Stiansen
Tom Stiansen (Asker, 3 settembre 1970) è un conduttore televisivo ed ex sciatore alpino norvegese, campione del mondo nello slalom speciale a Sestriere 1997.

## Biografia

### Carriera sciistica
Nato a Borgen di Asker e figlio di Svein-Erik, pattinatore di velocità di alto livello, inizialmente era specialista delle prove veloci ma in seguito si dedicò prevalentemente a quelle tecniche e, in particolare, allo slalom speciale.

#### Stagioni 1992-1996
Ottenne il primo risultato di rilievo in Coppa del Mondo il 12 gennaio 1992 nel supergigante di Garmisch-Partenkirchen, conquistando l'8º posto. Un mese più tardi partecipò ai XVI Giochi olimpici invernali di Albertville 1992, piazzandosi 32º nella discesa libera, 8º nel supergigante e non concludendo la combinata.
Il 16 gennaio 1996 arrivò per la prima volta sul podio in Coppa del Mondo, giungendo terzo nello slalom gigante di Adelboden sulla Chuenisbärgli. Quello stesso anno partecipò alla prima delle sue quattro edizioni dei Campionati mondiali, Sierra Nevada 1996, classificandosi 13º nello slalom speciale e non completando lo slalom gigante.

#### Stagioni 1997-2005
Nella stagione 1996-1997 Stiansen raggiunse l'apice della carriera agonistica. In Coppa del Mondo il 1º dicembre vinse la sua unica gara, lo slalom speciale di Breckenridge, mentre ai Mondiali di Sestriere raccolse il suo successo più significativo aggiudicandosi la prova di slalom speciale davanti a Sébastien Amiez e al grande favorito Alberto Tomba, vincendo la medaglia d'oro. Non completò invece lo slalom gigante.
L'anno dopo partecipò ai XVIII Giochi olimpici invernali di Nagano 1998, piazzandosi 17º nello slalom gigante e 4º nello slalom speciale. Ai successivi Mondiali di Vail/Beaver Creek 1999 fu 14º nello slalom gigante e non terminò lo slalom speciale, mentre nelle sue ultime apparizioni olimpiche e iridate, Salt Lake City 2002 e Sankt Moritz 2003, gareggiò soltanto nello slalom speciale, classificandosi rispettivamente al 12º e all'8º posto. Il 29 febbraio 2004 sulla Podkoren di Kranjska Gora colse il suo ultimo podio in Coppa del Mondo, 2º in slalom speciale, e disputò la sua ultima gara in carriera il 27 febbraio 2005 nella medesima località, senza concludere lo slalom speciale di Coppa del Mondo in programma.

### Carriera televisiva
Dal 2006 è il conduttore del reality show 71° nord, in onda sulla rete televisiva norvegese TVNorge; ha partecipato anche a diversi altri programmi televisivi norvegesi.

### Altre attività
Accanto all'attività televisiva pratica intensamente il golf.

## Palmarès

### Mondiali
- 1 medaglia:
  - 1 oro (slalom speciale a Sestriere 1997)

### Coppa del Mondo
- Miglior piazzamento in classifica generale: 26º nel 1997
- 7 podi:
  - 1 vittoria
  - 2 secondi posti
  - 4 terzi posti

#### Coppa del Mondo - vittorie
| Data             | Località     | Paese       | Specialità |
| ---------------- | ------------ | ----------- | ---------- |
| 1º dicembre 1996 | Breckenridge | Stati Uniti | SL         |

Legenda:

SL = slalom speciale

### Nor-Am Cup
- 2 podi (dati dalla stagione 1994-1995):
  - 1 vittoria
  - 1 secondo posto

#### Nor-Am Cup - vittorie
| Data             | Località     | Paese       | Specialità |
| ---------------- | ------------ | ----------- | ---------- |
| 27 novembre 1996 | Beaver Creek | Stati Uniti | GS         |

Legenda:

GS = slalom gigante

### Campionati norvegesi
- 10 medaglie (dati dalla stagione 1988-1989)[2]:
  - 3 ori (combinata nel 1991; slalom gigante nel 1996; slalom speciale nel 2002)[3]
  - 1 argento (slalom gigante nel 1999)
  - 6 bronzi (slalom speciale[senza fonte] nel 1989; discesa libera[senza fonte] nel 1991; combinata[senza fonte] nel 1992; slalom gigante, combinata[senza fonte] nel 1994; slalom speciale nel 1996)